# Козловський Володимир Ігорович

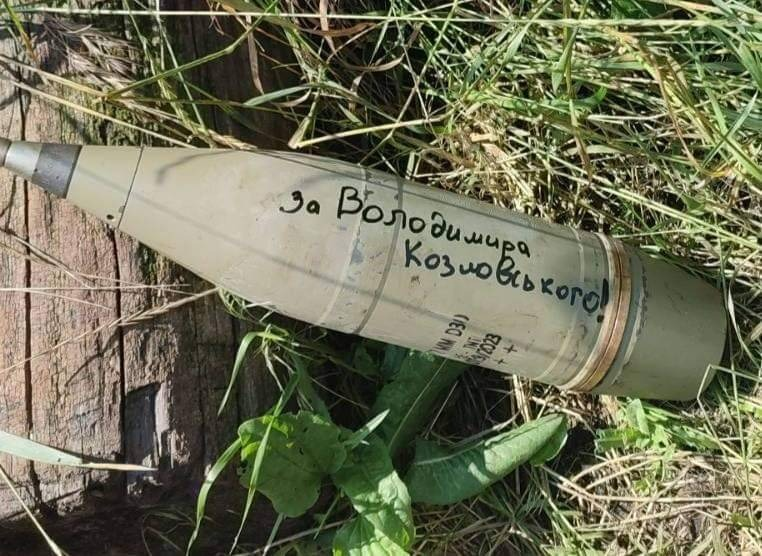
1.

Козловський Володимир Ігорович  (21 липня 1968, Львів — 19 червня 2023, Ямполівка, Донецька область) — український науковець, учасник російсько-української війни.

## Життєпис
Народився 21 липня 1968 року в м. Львів. Навчався у Львівській середній школі № 2, тепер ліцей № 2 Львівської міської ради. Після закінчення школи вступив до Львівського національного університету імені Івана Франка, здобув освіту за спеціальністю «Біологія» при кафедрі фізіології та екології рослин. Навчання переривалося двома роками служби у лавах радянської армії.   
Упродовж 1993–1996 років навчався в аспірантурі Інституту екології Карпат НАН України. У 2002 році успішно захистив кандидатську дисертацію «Важкі метали в екосистемах висотного профілю Чорногори (Українські Карпати) за спеціальністю 03.00.16 – Екологія. Працював на посаді наукового співробітника відділу екосистемології, а від 2018 року – на посаді старшого наукового співробітника Інституту екології Карпат НАН України.  Багаторічний старший науковий співробітник Наукового центру Інститут гірничо-хімічної промисловості (ТзОВ "Інститут "ГІРХІМПРОМ"). У 2005-06 роках стажувався як постдокторант у Корнельському університеті (м. Ітака, штат Нью-Йорк, США). 
Володимир Ігорович Козловський - був одним із провідних експертів і фахівців України з визначення важких металів методом атомно-адсорбційного аналізу, автором численних наукових публікацій щодо вмісту важких металів у ґрунтах, воді, біомасі, їх геохімічної поведінки при міграції у геологічному та водному середовищах, у ґрунтах, на різних трофічних рівнях екосистем Карпат, Полісся, у зонах впливу сірчаних та калійних родовищ Передкарпаття, вугільних родовищ Львівсько-Волинського басейну, сільськогосподарських угідь та урбоекосистем. Був залучений до виконання міжнародних наукових проектів. 
Любив природу, захоплювався спортом. Займався карате-до у клубі Федерації бойових єдиноборств України та у віці 47-ми років досяг чинного рівня 2 КЮ, стиль Шотокан. Надзвичайно працьовитий і талановитий, він був добрим другом, доброзичливим колегою та надійним порадником. Завдяки рішучості, твердості характеру, непримиренності до зла й несправедливості, Володимир Козловський ще в студентські роки брав активну участь у процесах національного відродження, був учасником студентської Революції на граніті, згодом, Помаранчевої революції та революції Гідності. 
Був одруженим, люблячим чоловіком і дбайливим батьком двох синів, мріяв про їхнє гідне майбутнє. 
У перші дні повномасштабного російського вторгнення в Україну, незважаючи на можливість продовжувати "спокійне наукове життя", пішов на війну добровольцем. Служив у лавах 125-ї окремої бригади Сил територіальної оборони Збройних Сил України. Від 19 липня 2022 року перебував у зоні бойових дій. 
Загинув 19 червня 2023 року під час виконання бойового завдання біля с. Ямполівка Донецької області. Указом Президента України Про відзначення державними нагородами України від 8 листопада 2023 року за особисту мужність, виявлену у захисті державного суверенітету та територіальної цілісності України, самовіддане виконання військового обов’язку нагороджений Орденом “За мужність” ІІІ ступеня (посмертно).
Похований у Львові на Личаківському військовому цвинтарі (Марсове поле).